# 스타치오네 FS역 (브레시아 지하철)
스타치오네 FS (Stazione FS) 역은 이탈리아 북부 브레시아의 브레시아 지하철에 속한 역이다. 브레시아 도심 부근의 브레시아 철도역 바로 옆에 위치해 있으며, 역 근처에는 장/단거리 버스 터미널이 여러 곳 있다.
브레시아의 여러 대중교통 노선과 환승되는 편리한 위치에 있기 때문에 브레시아 지하철에서 가장 크고 붐비는 역이다. 이에 따라 역 건물 자체도 승객 규모를 크게 감안하여 설계되었다.

## 시설
이 역에는 다음과 같은 시설이 있다.
- 매표기

## 환승
- 철도역 (브레시아 역)
- 버스 정류장